# Eupithecia nigrofasciaria
Eupithecia nigrofasciaria là một loài bướm đêm trong họ Geometridae.